# Gouffre de Padirac

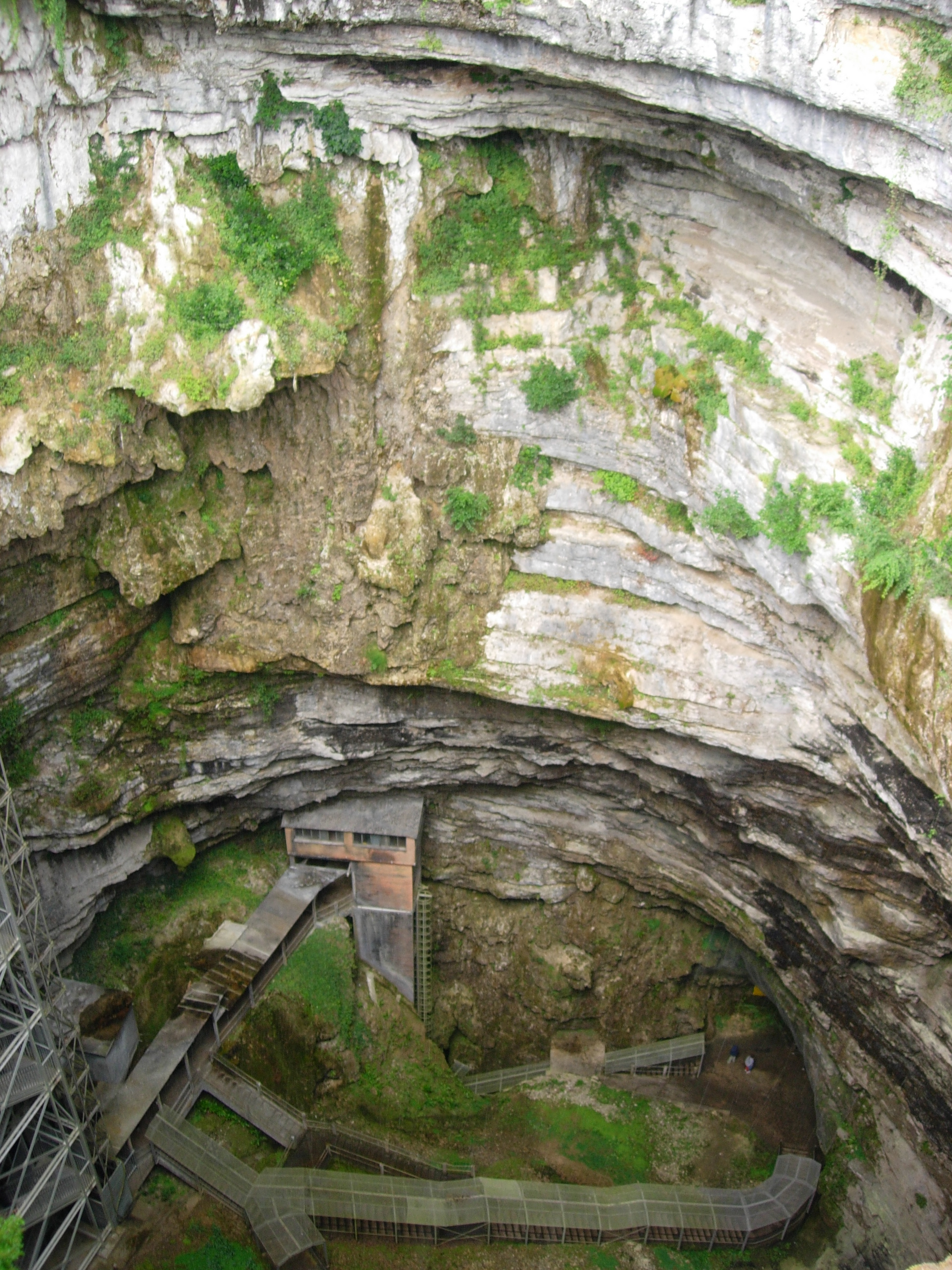
Gouffre de Padirac

Gouffre de Padirac is een druipsteengrot die ligt 13 km ten noorden van Gramat in Quercy in het departement Lot in Frankrijk.
De grot is in 1889 ontdekt door Édouard Alfred Martel.
Men kan met bootjes door de grot varen.
Hij bestaat onder andere uit:
- Salle du Grand-Dôme
- Galerie de la Source
- Grand Pilier
- Salle des Grands-Cours
- Lac Supérieur